# Yernes y Tameza
Yernes y Tameza est une commune (concejo aux Asturies) située dans la communauté autonome des Asturies en Espagne. Bordée à l'ouest, au nord et au nord-est par Grado, au sud-est par Proaza et au sud par Teverga, elle est située dans le centre-ouest de la principauté, nichée entre les montagnes dans la zone supérieure de la rivière Cubia. 

## Généralités
C'est la commune la moins peuplée des Asturies, avec 133 habitants (INE 2023).
Elle est organisée territorialement en deux paroisses civiles, qui se partagent les cinq agglomérations : Villabre, Fojó (Fuxóu en asturien) et Villaruiz (Villuarrí) appartenant à la paroisse de Villabre (Tameza) ; et Yernes et Vendillés (Vindías) appartenant à la paroisse de Yernes. 
Son climat est atlantique, tempéré et humide, avec des chutes de neige fréquentes sur les sommets, mais aussi un dégel rapide. L'été est sec grâce à la nature calcaire du sol et à l'évacuation rapide de l'eau. 
La caractéristique la plus remarquable de la commune est la beauté naturelle de ses paysages, la région étant classée comme zone protégée dans le plan de gestion des ressources naturelles établi par le Réseau régional des espaces naturels protégés des Asturies (RRENP).

## Histoire
Au début du XIXe siècle, plusieurs centaines de pièces de monnaie romaines ont été trouvées à Fojó, qui ont dû être cachées au milieu du IVe siècle après J.-C.. D'autres découvertes du même type ont été signalées, mais elles ne sont pas très précises.
Au Moyen Âge, le roi Ordoño Ier a cédé en 857 une partie de Yernes à l'église San Salvador d'Oviedo, qui a ensuite obtenu l'ensemble du territoire grâce aux donations de plusieurs nobles. En 1174, Ferdinand II cède ses droits sur le territoire à l'archidiocèse d'Oviedo, qui en fait un conseil épiscopal, comme en témoignent ses armoiries. En 1579, grâce à une bulle du pape Grégoire XIII, Philippe II réussit à ramener le conseil sous le pouvoir de la couronne.
Deux ans plus tard, les habitants achètent le conseil à la couronne pour 12 691 922 maravedis, à répartir entre les 130 habitants qui y vivent. Juan de Grijalba est nommé représentant du roi, qui nomme les premiers échevins et leur confie la tâche de rédiger les ordonnances et les lois du conseil. Ces postes étaient composés de deux magistrats, deux échevins, un maire de la confrérie et un médiateur (personero) pour l'état noble et un juge, un échevin et un autre maire de la confrérie pour les gens du peuple. Enfin, la capitale du conseil a été établie à Villabre en 1584, et l'est encore aujourd'hui.

## Patrimoine
Yernes y Tameza bénéficie de découvertes historiques intéressantes. Il s'agit de plusieurs monticules artificiels datant de la Préhistoire et ayant une fonction purement funéraire, dont les plus importants se trouvent à Cuevallagar et à La Barrera. 
Il existe également plusieurs chapelles situées dans des endroits stratégiques, comme celles de Santiago et de Santa Cristina, ainsi que l'église paroissiale de Santa María de Tameza, qui a subi de nombreuses restaurations, ne conservant de son aspect d'origine qu'une fenêtre située à l'ouest du presbytère, et de Santa Cruz de Yernes, de typologie populaire et composée d'une seule nef, d'un chœur carré et d'un portique latéral, le tout surmonté d'un clocher à trois arcs.
Concernant l'architecture rurale et populaire, les vestiges d'une tour près de la capitale ont été mis à jour, ainsi qu'un ancien palais appartenant à la famille López del Vallado, qui comptait une chapelle parmi ses biens. Parmi les constructions rurales, il convient également de mentionner les corros, des bâtiments circulaires recouverts de pierres plates qui forment une fausse voûte conique.

## Galerie

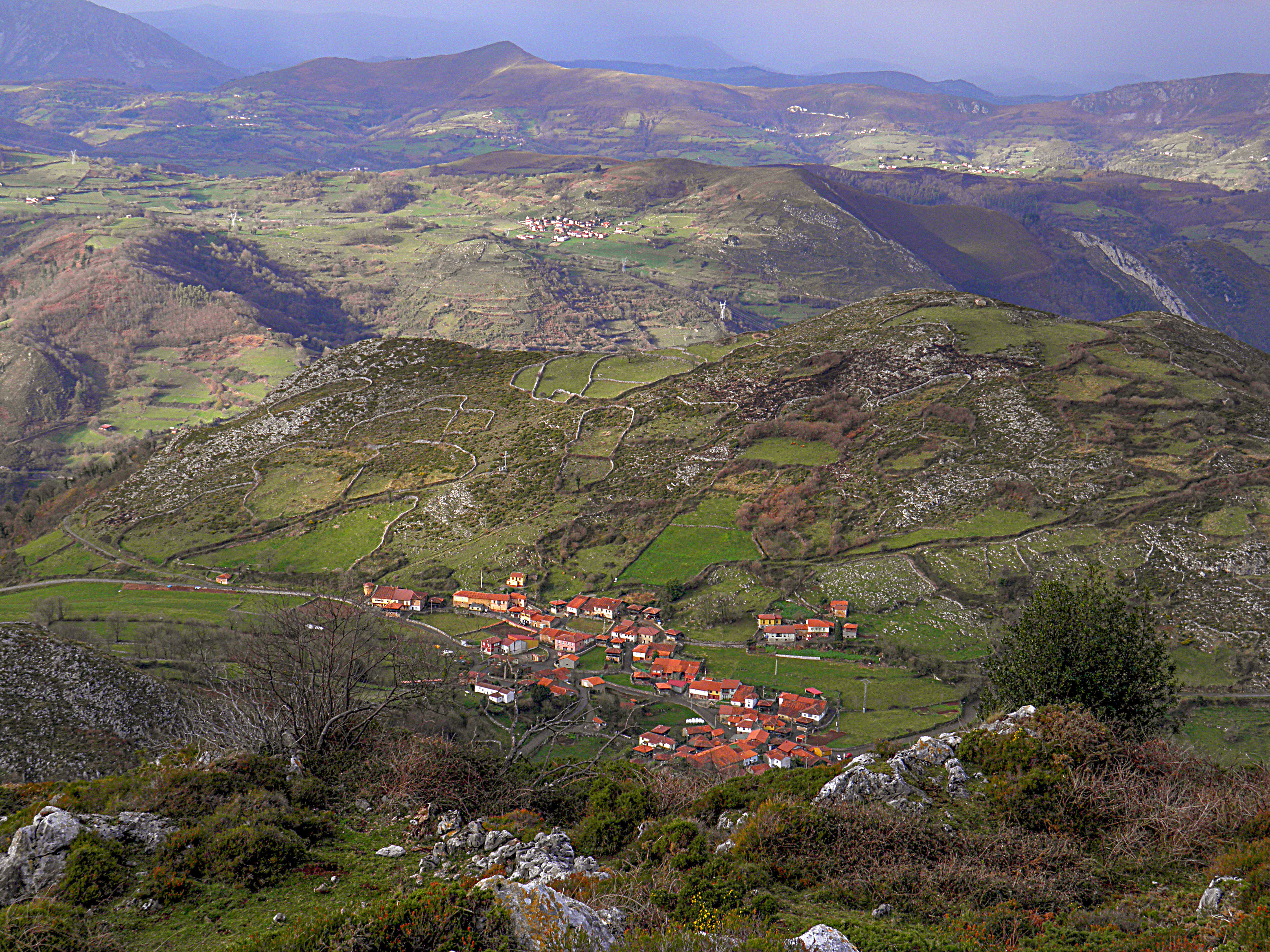
Yernes.
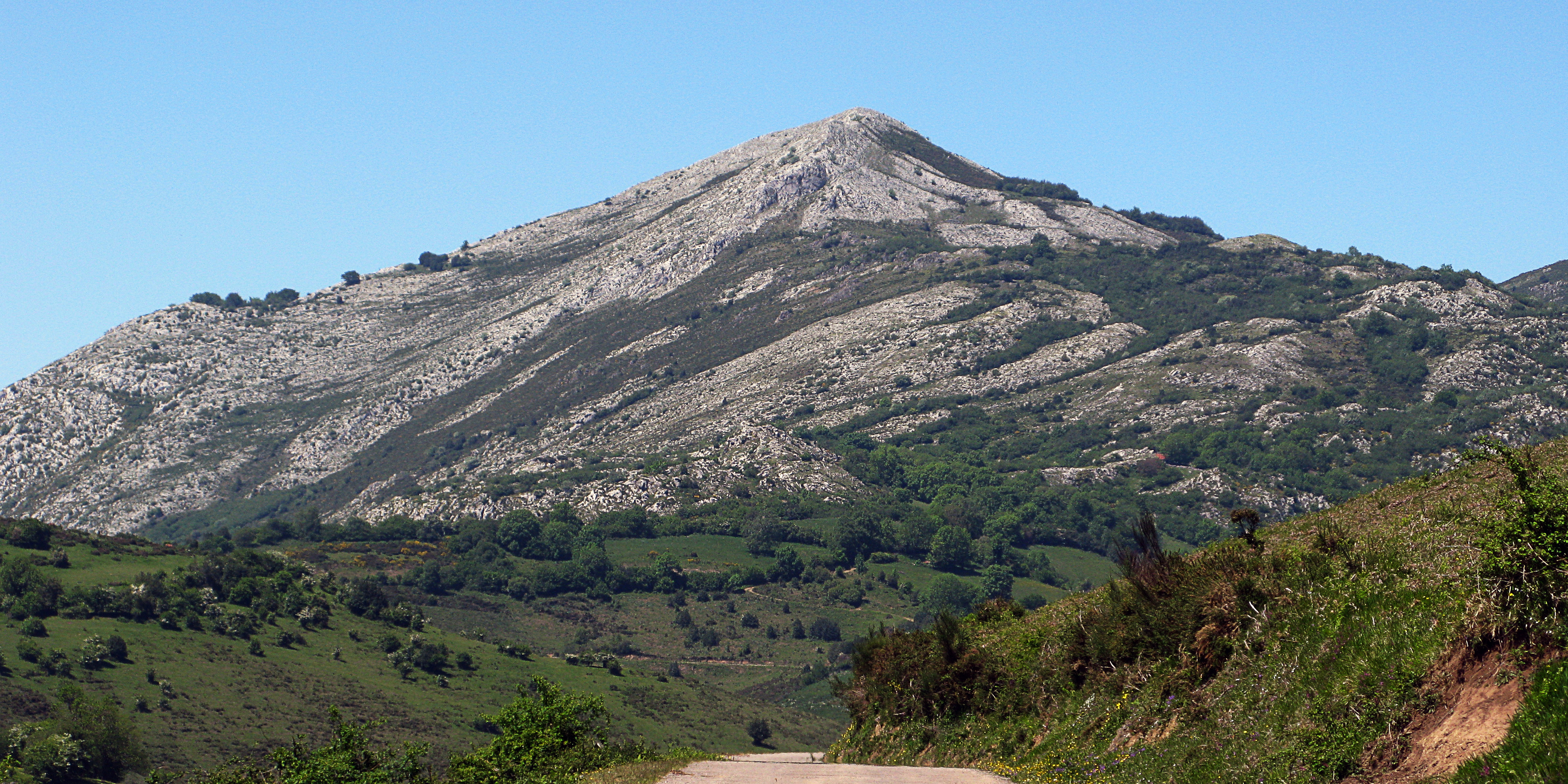
Le pic Caldoveiro des Puertos de Marabio.
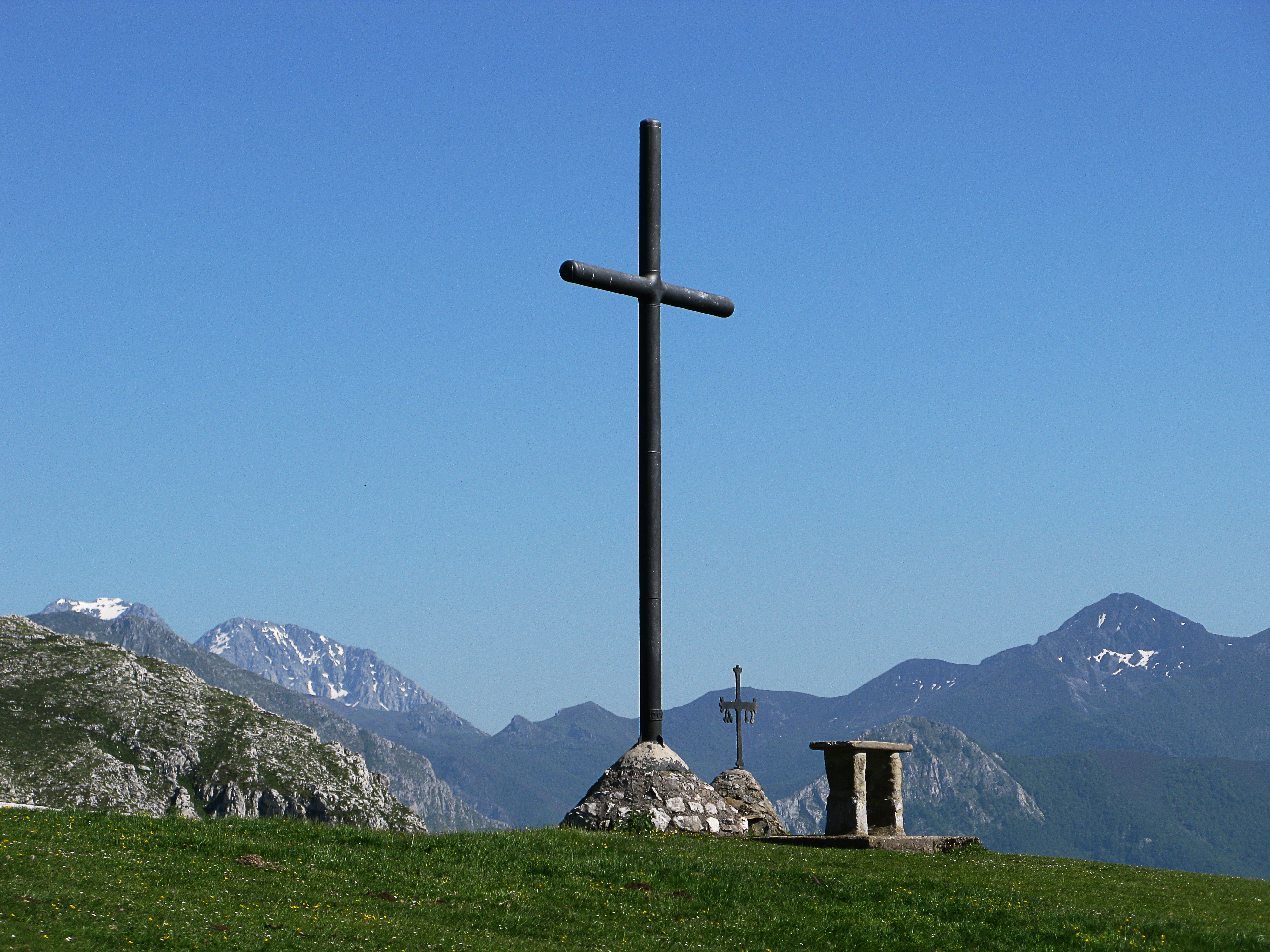
L'ermitage de Santa Ana, situé au col de Marabio, lieu de dévotion et de pèlerinage (août).
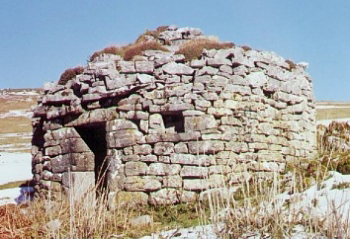
Corro de la Señora, sur les pentes du pic Loral.
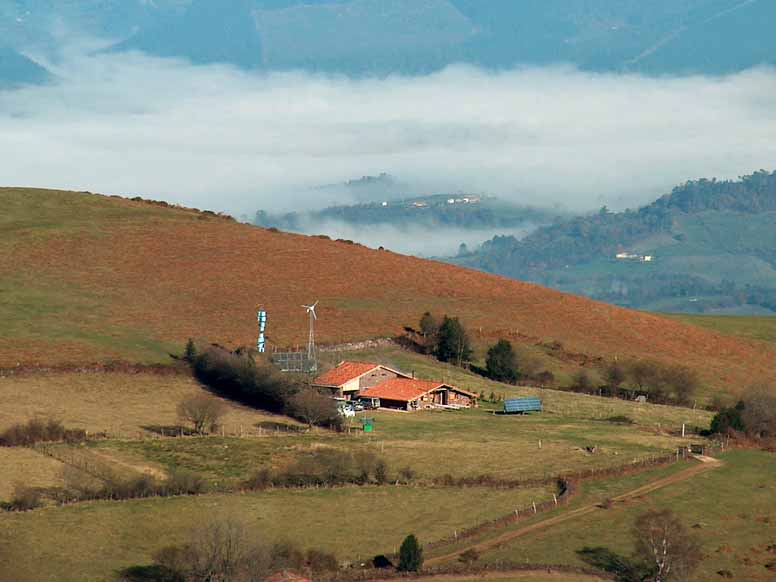
Aula Vital, salle de classe de la nature et musée pratique des énergies alternatives, Collada del Puerto, Sierra de Tameza[2].

## Source
- (es) Cet article est partiellement ou en totalité issu de l’article de Wikipédia en espagnol intitulé « Yernes y Tameza » (voir la liste des auteurs).